# Tumo Nkape
Tumo Nkape (* 24. April 1998) ist ein botswanischer Leichtathlet, der sich auf den Mittelstreckenlauf spezialisiert hat.

## Sportliche Laufbahn
Erste internationale Erfahrungen sammelte Tumo Nkape im Jahr 2017, als er bei den Juniorenafrikameisterschaften in Tlemcen in 47,83 s die Silbermedaille im 400-Meter-Lauf gewann und sich auch mit der botswanischen 4-mal-400-Meter-Staffel in 3:16,64 min die Silbermedaille sicherte. 2024 nahm er an den Afrikaspielen in Accra teil und gewann dort in 1:46,06 min die Bronzemedaille hinter den Kenianern Aaron Kemei Cheminingwa und Alex Ngeno Kipngetich. Im Juni belegte er dann bei den Afrikameisterschaften in Douala in 1:46,69 min den vierten Platz. Anschließend schied er bei den Olympischen Sommerspielen in Paris mit 1:45,57 min in der Hoffnungsrunde aus.
2024 wurde Nkape botswanischer Meister im 800-Meter-Lauf.

## Persönliche Bestleistungen
- 400 Meter: 46,49 s, 4. Mai 2019 in Francistown
- 600 Meter: 1:14,90 min, 17. Februar 2024 in Pretoria (botswanischer Rekord)
- 800 Meter: 1:45,25 min, 29. April 2024 in Kapstadt